# Trichoniscus maritimus
Trichoniscus maritimus är en kräftdjursart som beskrevs av Karl Wilhelm Verhoeff 1930A. Trichoniscus maritimus ingår i släktet Trichoniscus och familjen Trichoniscidae. Inga underarter finns listade i Catalogue of Life.